# Crvena jabuka

Bandlogo

Crvena jabuka (serbokroatisch für Roter Apfel) ist eine 1985 in Sarajevo (Bosnien und Herzegowina) gegründete, erfolgreiche Pop-Band mit Musikern aus dem damaligen Jugoslawien. Inzwischen arbeitet die Band in Kroatien.

## Geschichte
Die Band bestand in ihrer Originalaufstellung aus Dražen Ričl (Gitarre und Gesang), Zlatko Arslanagić (Rhythmusgitarre), Dražen Žerić (Keyboard und Gesang), Aljoša Buha (Bass) und Darko Jelčić (Schlagzeug).
1986 nahm die Band ihr erstes Album Crvena Jabuka auf, das sich sehr gut verkaufte. Bald darauf startete sie eine Tournee. Der erste Auftritt sollte in Mostar stattfinden, wozu es jedoch nie kam, da Dražen Ričl und Aljoša Buha auf dem Hinweg tödlich verunglückten. Die Band stellte ihre Arbeit ein. Zu Ehren der beiden verunglückten Bandmitglieder wurde in Sarajevo ein Konzert veranstaltet, bei dem zahlreiche Musiker und Gruppen aller Generationen auftraten.
Im Januar 1987 nahm die Band ihr zweites Album auf, das sie den beiden verstorbenen Bandmitgliedern widmete. Darauf folgten die Alben Sanjati, Tamo gdje ljubav počinje, Uzmi me kad hoćeš ti und Nekako s proljeća. Aufgrund des Bosnienkrieges musste die geplante Tournee abgesagt werden und die Band machte die bisher größte Pause ihrer Karriere.
1995 stießen Krešimir Kaštelan, Mario Vuković, Danijel Lastrić, Nikša Bratoš und Saša Zalepugin zur Band. Es folgten weitere Alben und Konzerte in Serbien, Kroatien, Bosnien und Herzegowina, Slowenien, Deutschland, Dänemark, Österreich und England.

## Stil
Crvena Jabuka ist im ehemaligen Jugoslawien vor allem für Lieder mit melancholischem und schwermütigem Charakter bekannt.
So herrschen die Themen Liebe, Unterwegssein und Natur vor und werden oft mit Elementen des bosnischen Lebensstils synthetisiert; ein immer wiederkehrendes Motiv ist die Stadt Sarajevo und auch Elemente von bosnischem Slang kommen oft in den Liedern vor.

## Diskografie

### Alben
- 1986: Crvena jabuka
- 1987: Za sve ove godine
- 1988: Sanjati
- 1989: Tamo gdje ljubav počinje
- 1991: Nekako s proljeća
- 1996: U tvojim očima
- 1997: Svijet je lopta šarena
- 2000: Sve što sanjam
- 2002: Tvojim željama vođen (HR: Silber)[1]
- 2005: Oprosti što je ljubavna
- 2007: Duša Sarajeva
- 2009: Volim te
- 2011: Za tvoju ljubav
- 2013: Nek’ bude ljubav
- 2016: 2016
- 2018: Nocturno
- 2020: Tvrđava
- 2022: Neka nova jutra
- 2024: Mirišu jabuke

### Livealben
- 1990: Uzmi me kad hoćeš ti
- 1998: Live
- 1999: Unplugged

### Kompilationen
- 1993: Ima nešto od srca do srca
- 2005: Zlatna kolekcija

### Singles (Auswahl)
- 1986: Dirlija
- 1986: Bježi Kišo S Prozora
- 1987: Tugo, Nesrećo
- 1987: Ako, ako
- 1987: Nema Više Vremena
- 1988: Ima nešto od srca do srca
- 1988: Zovu nas ulice
- 1989: Volio bih da si tu
- 1989: To mi radi
- 1989: Tuga, ti i ja
- 1989: Tamo gdje ljubav počinje
- 1990: Uzmi Me Kad Hoćeš Ti
- 1991: Nekako s proljeća (mit Kemal Monteno)
- 1997: Stižu Me Sjećanja
- 1997: Vjetar
- 2000: Tvoga srca vrata
- 2020: Aleje ljubavi (mit Željko Samardžić)